# São Pedro das Missões
São Pedro das Missões là một đô thị thuộc bang Rio Grande do Sul, Brasil. Đô thị này có diện tích 83,148 km², dân số năm 2007 là 1939 người, mật độ 23,32 người/km².